# 오페라 (웹 브라우저)
오페라(Opera)는 전 세계 3억 5천만명 이상이 사용하는 멀티 플랫폼 웹 브라우저이다. 이 브라우저의 현재 에디션은 크로미엄을 기반으로 한다.
2016년에 오페라는 중국 컨소시엄에 의해 운영되는 투자 그룹에 의해 인수되었다.

## 종류
다음과 같은 기능을 갖춘다.
- 웹 브라우저
- 이메일과 뉴스 클라이언트
- 뉴스 수집기 (news aggregator)
- 주소록
- 다운로드 관리자
- RSS 리더
- IRC 클라이언트

## 개발 단계
오페라는 개발단계에 따라 분리된 세 개의 채널로 공개되는데, "개발자", "베타"와 "안정판"이다. 각 채널의 오페라는 독립적으로 설치할 수 있다. 새로운 기능이 개발자판에 먼저 적용되고, 피드백 후 베타판을 거쳐 출시된다.
개발자판은 신기능이 제일 먼저 적용되는 채널이다. 개발자, 부가기능 개발자, 얼리어답터를 겨냥한다. 개발자판 오페라(Opera Developer)의 목적은 일상적 이용에 있지 않으므로 불안정하고 오류나 충돌이 잦으나, 안정판을 건드리지 않으면서도 개발 중인 신기능을 써볼 수 있다. 보통 한 주에 수 차례 정도 새롭게 갈음한다.
베타판은 오페라 넥스트(Opera Next)라고도 알려져 있는데, 최종 공개 전의 상태로 어느 정도의 안정성과 품질이 보장된다. 격주로 새롭게 갈음한다.
두 채널은 별다른 설정 없이 안정판과 함께 설치할 수 있다. 각기 다른 아이콘으로 표시되어 구분이 쉽도록 해놓았다.

## 역사
1994년, 노르웨이 최대 통신회사인 텔레너가 오페라를 개발하기 시작했다. 1995년, 오페라 소프트웨어(Opera Software ASA)가 분리되었다. 오페라의 첫 공식 공개는 1996년 버전 2로,윈도우 운영 체제에서만 돌아갈 수 있었다. 1998년에는 인터넷이 되는 이동식 장치(PDA, 휴대전화 등)라는 신흥 시장에 투자를 시도했다. 모바일 플랫폼에 오페라를 심으려는 시도였던 것이다. 2000년에 나온 오페라 4는 여러 운영체제를 기반으로 돌아가기 쉽게 하기 위해 복합 기반 방식(크로스 플랫폼)을 포함했다.
이때까지 오페라는 일정 기간만 무료이고, 무료 이용 기간이 끝난 후에는 구입해야 했다. 오페라 5 (2000년)부터는 이 방식을 포기한 대신 광고로 수익을 냈다. 이때부터 오페라 사용자는 구글 글자 광고나 배너 광고를 봐야했다. 오페라 8.5(2005년 나옴)부터는 광고를 없앤 대신 구글을 기본 검색 사업자로 하여 구글로부터 수익을 받았다.
오페라 9.1(2006년 나옴)에서 나온 새 기능은 GeoTrust에서 개발한 사기 방지 기능과, PhishTank의 전자 인증서 기능, 피싱 사이트를 추적하는 조직이였다. 오페라 9.5에서는 GeoTrust가 Netcraft로 교체되고, 악성코드로부터 보호하는 오트 보안(Haute Secure)이 추가되었다.
또한 2006년에는 오페라의 닌텐도 DS와 Wii 버전이 개발되었다. Wii판 오페라는, 인터넷 채널(Internet Channel)이라고 이름지어졌고, 2007년 4월 11일부터 6월 30일까지는 무료였지만, 이후로는 500 Wii 포인트를 내야 했다. 2009년 9월 2일에는 다시 무료가 되었다. 이전에 500포인트를 지불한 사용자는 동일한 값의 NES 게임을 이용할 수 있었다. 닌텐도 DS에서는 무료가 아닌 상태이다. 사용하려면 별도의 카트리지를 구입해 꽂아야 한다. Dsi에서 인터넷 채널은 Dsi 상점에서 구입할 수 있다.
오페라 10.5에서는 새 자바스크립트 엔진인 카라칸이 소개되었다. 오페라 소프트웨어에 따르면, SunSpider라는 속도 측정 프로그램으로 측정한 결과 카라칸이 적용된 오페라 10.5는 오페라 10.1보다 7배 빨랐다. 2010년 12월 16일에는 오페라 11이 나왔다. 변화, 추가된 기능은 탭 쌓기, 마우스 동작(제스처) 시각화 힌트, 주소창의 변화 등이다. 새 주소창은 쿼리 부분(?title=)과 프로토콜(http) 부분을 자동으로 숨겨준다(기본값). 2012년 6월 14일에는 오페라 12가 발표되었다.
2013년 2월 12일 오페라는 이때까지 쓰던 프레스토 엔진 대신 구글의 크로뮴의 웹킷 엔진과 자바스크립트 엔진 V8을 쓰기로 했다. 오페라 소프트웨어는 또한 웹킷에 코드를 제공하기로 했다. 2013년 4월 11일, 구글은 블링크로 알려진 새로운 엔진을 만들기 위해 웹킷의 구성요소를 가져올 것이라고 발표했다. 이날 오페라는 구글의 블링크를 적용할 것이라고 확인했다.
2013년 5월 28일, 오페라 15 베타가 공개되었다. 오페라 메일 등 이전 버전에 포함되었던 다양하고 독특한 기능들이 사라졌고, 오페라 메일은 별도의 프로그램으로 떼어져 배포되었다.
2016년 7월 18일, 중국 컨소시엄(치후360, 쿤룬테크 등)에 매각되었다.

## 개요
오페라는 노르웨이, 오슬로의 오페라 소프트웨어가 개발하고 있으며, 핵심 레이아웃 엔진("프레스토")은 어도비 같은 협력 사업자들에게서 라이선스를 받았고, 어도비 크리에이티브 스위트에 통합되어 있다. 오페라는 스마트폰과 PDA를 위한 브라우저 분야에서 그들의 스몰 스크린 렌더링(Small Screen Rendering) 기술로 시장을 선도하고 있다. iTV 플랫폼에서도 사용되며, 닌텐도의 게임기인 위에 탑재, 닌텐도 DS용 웹 브라우저를 개발하는 등 여러 플랫폼에서 개발 중이다. 현재 음성 인식 “멀티모들(multimodal) 브라우저”를 IBM과 함께 개발 중이다.
웹 표준에 대해 오페라는 모질라 재단과 행보를 같이하는 경향을 보이며, 이것은 자바스크립트 표준안이나 CSS 2, CSS 3와 같은 새로운 웹 표준 제정 및 Acid2, Acid3 테스트와 같은 곳에서 드러나고 있다.

## 특징
오페라의 특징은 다양한 기능을 통합해서 기본적으로 탑재하고 있으면서 같은 종류의 다른 프로그램에 비해 작고, 렌더링 속도가 가볍고 빠르다는 것이다.
그리고 오페라 및 오페라 모바일에서는 오페라 터보라는 기능을 제공하고 있는데, 이는 네트워크 연결이 느리거나 불안정한 환경에서 오페라 터보 기능을 토글키를 통해 활성화 시키면 웹페이지 서버측의 자료를 오페라 터보 서버에 우선 전송한 후 해당 정보를 오페라 터보 서버 상에서 압축하여 사용자에게 다시 전송하여 브라우저 사용자의 느린 네트워크 환경을 극복하는 방식이다.
더불어 10.5 버전부터 새로이 선보인 오페라 유나이트 서비스는 웹브라우저상의 간단한 조작으로 파일을 공유하거나 음악, 동영상 등 미디어를 재생하거나, 간단한 웹페이지를 작성하여 웹 서버로도 활용할 수 있는 기능을 제공한다.
2012년 11월, 오페라는 레이아웃 엔진 프레스토 2.12와 자바스크립트 엔진 카라칸을 사용한 12.1을 출시했다.
2013년 2월 13일, 오페라는 크로뮴의 블링크 로 렌더링 엔진을 바꾼다고 발표했다.
2016년 4월 20일에, 새 개발자 버전을 공개하면서 무료 무제한 VPN 서비스를 추가했다.

## 비판
2013년 5월 28일, 오페라는 지금껏 사용하던 프레스토 엔진을 버리고 구글의 크롬과 같은 베이스의 블링크를 사용하는 웹브라우저를 발표하였다. 그러나 기존의 프레스토 기반의 오페라에 저장된 즐겨찾기를 가져올수 없고, 오페라의 클라우드 동기화 서비스인 Opera Link를 직접 지원하지 않는 등의 여러 불편사항이 있었다. 무엇보다 '오페라'라는 이름과 특유의 로고(빨간색의 입체 'O'로고), 그리고 오페라 터보등 몇몇 기능을 제외하면 기존의 오페라와 확연히 달라진점, 호환이 안되는 점은 사용자들의 불편을 자아내고 있다. Opera Link의 지원과 프레스토기반의 오페라와의 호환등은 최신버전인 25에서도 아직까지 지원되지 않고 있다.

## 같이 보기
다양한 플랫폼에서 출시된 오페라 브라우저들
- 오페라 미니
- 오페라 모바일
- 오페라 GX

관련된 브라우저
- 오터 브라우저: 클래식 오페라의 몇 가지 기능을 살린 오픈소스 브라우저.
- 비발디: 오페라 소프트웨어를 퇴사한 직원들이 만든 프리웨어 브라우저.

다른 주요 웹 브라우저
- 인터넷 익스플로러
- 모질라 파이어폭스
- 구글 크롬
- 사파리
- 블링크

웹 브라우저 관련
- 웹 브라우저 목록
- 웹 브라우저 연대표
- 웹 브라우저 시장 점유율